# Gare d’Albias
Gare d’Albias vasútállomás Franciaországban, Albias településen, a Midi-Pyrénées régió Tarn-et-Garonne départementjében. Ez az SNCF ezen megállója a TER Midi-Pyrénées hálózat vonatait szolgálja ki.

## Vasútvonalak
Az állomást az alábbi vasútvonalak érintik:
- Orléans–Montauban-vasútvonal

## Kapcsolódó állomások
A vasútállomáshoz az alábbi állomások vannak a legközelebb:
- Gare de Caussade (Gare des Aubrais - Orléans, Orléans–Montauban-vasútvonal)
- Gare de Montauban-Ville-Bourbon (Gare de Montauban-Ville-Bourbon, Orléans–Montauban-vasútvonal)